# Фарнієв Ірбек Валентинович
Ірбек Валентинович Фарнієв (рос. Ирбек Валентинович Фарниев; нар. 12 січня 1982, Владикавказ, Північно-Осетинська АРСР) — російський борець вільного стилю, переможець та бронзовий призер чемпіонатів світу, переможець та дворазовий срібний призер чемпіонатів Європи, срібний призер Кубку світу, учасник Олімпійських ігор. Заслужений майстер спорту Росії з вільної боротьби.	
Народився і виріс у Владикавказі. Боротьбою займається з 1992 року. Був чемпіоном світу 1998 року серед кадетів, бронзовим прзером чемпіонату світу 2000 року серед юніорів. У тому ж році виграв юніорський чемпіонат Європи.	

## Виступи на Олімпіадах
| Змагання                    | Збірна | Вагова категорія | Місце |
| --------------------------- | ------ | ---------------- | ----- |
| Літні Олімпійські ігри 2008 | Росія  | 66 кг            | 7     |

## Виступи на Чемпіонатах світу
| Змагання                        | Збірна | Вагова категорія | Місце  |
| ------------------------------- | ------ | ---------------- | ------ |
| Чемпіонат світу з боротьби 2001 | Росія  | 69 кг            | 15     |
| Чемпіонат світу з боротьби 2003 | Росія  | 66кг             | Золото |
| Чемпіонат світу з боротьби 2007 | Росія  | 66 кг            | Бронза |

## Виступи на Чемпіонатах Європи
| Змагання                         | Збірна | Вагова категорія | Місце  |
| -------------------------------- | ------ | ---------------- | ------ |
| Чемпіонат Європи з боротьби 2001 | Росія  | 69 кг            | Срібло |
| Чемпіонат Європи з боротьби 2003 | Росія  | 66 кг            | Золото |
| Чемпіонат Європи з боротьби 2005 | Росія  | 66 кг            | 9      |
| Чемпіонат Європи з боротьби 2007 | Росія  | 66 кг            | Срібло |
| Чемпіонат Європи з боротьби 2009 | Росія  | 74 кг            | 14     |

## Виступи на Кубках світу
| Змагання                    | Збірна | Вагова категорія | Місце  |
| --------------------------- | ------ | ---------------- | ------ |
| Кубок світу з боротьби 2002 | Росія  | 74 кг            | Срібло |

## Виступи на інших змаганнях
| Змагання                           | Збірна | Вагова категорія | Місце  |
| ---------------------------------- | ------ | ---------------- | ------ |
| Гран-прі Німеччини з боротьби 2001 | Росія  | 69 кг            | 8      |
| Гран-прі «Іван Яригін» 2009        | Росія  | 74 кг            | Срібло |
| Золотий Гран-прі з боротьби 2009   | Росія  | 74 кг            | Срібло |
| Золотий Гран-прі з боротьби 2010   | Росія  | 74 кг            | 5      |
| Вогні Москви 2011                  | Росія  | 74 кг            | Золото |